# Hagen Hass
Hagen Hass ( 1953 ) es un botánico alemán, que trabaja en el "Departamento de Paleobotánica", Universidad de Münster, Renania del Norte-Westfalia.

## Algunas publicaciones
- thoms n. Taylor, hagen Hass, winfried Remy. 1992. Fungi from the Lower Devonian Rhynie chert: Chytridiomycetes. 9 pp.
- --------------, -------------, --------------. 1992. Devonian fungi: interactions with the Green alga Palaeonitella. 10 pp.
- winfried Remy, hagen Hass, thomas n. Taylor. 1994. Early Devonian fungi: a Blastocladalean fungus with sexual reproduction. 13 pp.

### Libros
- winfried Remy, patricia g. Gensel, hagen Hass. 1993. The Gametophyte generation of some early Devonian land plants. 24 pp.
- La abreviatura «Hass» se emplea para indicar a Hagen Hass como autoridad en la descripción y clasificación científica de los vegetales.[1]